# Obična lisičina
Obična lisičina  (lisičji rep, lisičje uho, lat. Echium vulgare) biljka je iz porodice Boraginaceae. Raste širom Europe i po središnjoj i zapadnoj Aziji. Kao introducirana vrsta javlja se i u Sjevernoj Americi. Koristi se kao ljekovita biljka.

## Primjena u narodnoj medicini
Uzima se interno kao sedativni antikonvulzant za epilepsiju i kao ekspektorans za bronhitis, krvavi kašalj i laringitis. Izvana, infuzija ili dekokt uzima se za bolove zglobova i istegnuće tetiva. Dekokt korijena koristi se kao dobro sredstvo za pročišćavanje krvi. Biljka se smatra otrovnom.

## Sastav
Nadzemni dijelovi sadrže alkaloide (heliosupin, asperulin), organske kiseline (fumarinsku, jabučnu, jantarnu, limunsku), fenolkarbonske kiseline (litospermnu).